# Dexter, Kansas
Dexter là một thành phố thuộc quận Cowley, tiểu bang Kansas, Hoa Kỳ. Năm 2010, dân số của xã này là 278 người.

## Dân số
Dân số các năm:
- Năm 2000: 364 người
- Năm 2010: 278 người